# 基利亞瓦紐南山
11°37′48″S 76°07′51″W / 11.63000°S 76.13083°W
基利亞瓦紐南山（Killa Wañunan），是秘魯的山峰，位於該國中部胡寧大區，由堯利省的堯利區負責管轄，屬於安地斯山脈的一部分，海拔高度5,029米。